# Trachurus symmetricus
Trachurus symmetricus är en fiskart som först beskrevs av Ayres, 1855.  Trachurus symmetricus ingår i släktet Trachurus och familjen taggmakrillfiskar. IUCN kategoriserar arten globalt som livskraftig. Inga underarter finns listade i Catalogue of Life.